# Glückauf (пивоварня, Герсдорф)
Пивоварня «Глюкауф» (нім. Glückauf-Brauerei GmbH) — пивоварне підприємство у Герсдорфі, район Цвікау, федеральної землі Саксонія, Німеччина.

## Історія підприємства
У 1880 році на місці колишньої панчішної фабрики сином власника трактиру Ріхардом Гюбшем була заснована броварня. Шість найманих робітників почали варити пиво верхового бродіння. Річний обсяг виробництва сягав 3000 гектолітрів.
Після смерті свого засновника, 1 жовтня 1906 року пивоварня була перетворена у товариство з обмеженою відповідальністю (нім. GmbH). До початку Першої світової війни пивоварня була значно розширена і модернізована: побудовані пивоварний цех, котельня з паровою машиною, сховище та бродильний підвал, а також розширена солодівня. Завдяки цьому річне виробництво збільшилось до 8000 гектолітрів.
1 січня 1949 року пивоварню було націоналізовано і перетворено на державну компанію. У 1968 році пивоварня стає частиною новоствореного народного підприємства комбінату напоїв «VEB Drinks Combine Karl-Marx-Stadt».
Після возз'єднання Німеччини підприємство було приватизоване. З 1 липня 1990 року у Герсдорфі почали варити пиво відповідно до німецького Закону про чистоту 1516 року.

## Продукція
Підприємство випускає тринадцять сортів пива і змішані слабоалкогольні напої.

## Нагороди
- 2010 — Федеральна почесна премія (це найвища нагорода, яку можуть отримати німецькі пивоварні).
- 2011 — «European Beer Star 2011»: золота медаль («Glückauf Bock Dunkel»).
- 2013 — «European Beer Star 2013»: золота медаль («Glückauf Bock Dunkel»).
- 2015 — «Meininger's Craft Beer Award 2015»: велика золота медаль («Gersdorfer ALE»).
- 2016 — Федеральна почесна премія.
- 2017 — «Meiningers Craft Beer Award 2017»: 2 золотих («Glückauf Heller Bock», «Glückauf Schwarze») і 1 платинова («Glückauf Bock Dunkel») медалі.
- 2018 — «Meininger's International Craft Beer Award 2018»: золота медаль («Glückauf Bock Dunkel»).
- 2018 — «European Beer Star 2018»: срібна медаль («Glückauf Bock Dunkel»).
- 2019 — «Meininger's Craft Beer Award 2019»: 2 срібних медалі («Glückauf Heller Bock», «Glückauf Bock Dunkel»).
- 2020 — «Meininger's Craft Beer Award 2020»: 3 золоті медалі («Glückauf Deputat», «Glückauf Bock Dunkel», «Glückauf Jubiläumsbier 1880»).
- 2021 — «Meininger's Craft Beer Award 2021»: 2 золоті медалі («Glückauf Heller Bock», «Glückauf Bock Dunkel»).
- 2022 — «Meininger's Craft Beer Award 2022»: золота медаль («Glückauf Bock Dunkel»).